# 신문과 방송
신문과 방송(新聞-放送)는 대한민국의 한국언론진흥재단에 발행한 미디어 전문 정기 간행물이다.

## 역사
1964년 4월에 신문평론(新聞評論)이라는 이름으로 창간하였으며, 1976년 11월에 현재와 같은 제호인 신문과 방송으로 바뀌었다가, 1988년 4월에 한글 제호로 변경하였다.

## 같이 보기
- 저널리즘
- 대중 전달
- 한국언론진흥재단